# Los Angeles sexdagars
Los Angeles sexdagars var ett amerikanskt sexdagarslopp i bancykling som avhölls vid minst sex tillfällen på 1930-talet i Los Angeles (Olympic Auditorium, Gilmore Stadium, Hollywood Winter Garden och Pan-Pacific Auditorium), med en ytterligare upplaga i Los Angeles Memorial Sports Arena 1973 (som blev ett finansiellt fiasko och ej upprepades). Till skillnad från de flesta andra sexdagarslopp, som kördes inomhus under vintern, kördes det ofta på sommaren.
Evenemanget besöktes bland annat av filmfolk från Hollywood och filmen 6 Day Bike Rider ("6-dagarsloppet"), regi av Lloyd Bacon, spelades in 1934 på velodromen i Hollywood Winter Garden med Joe E. Brown i huvudrollen. Flera "äkta" sexdagarscyklister ingår i filmen. Under inspelningen kolliderade en kameraförsedd motorcykel med cyklisterna och nio skadades – motorcykelns förare allvarligt.

## Podieplaceringar
| År        | Vinnare                         | Tvåa                            | Trea                                      |
| 1932 nov. | Louis Berti Henry O'Brien       | Raoul Basquez Ted Snavely       | Raoul Larazolla Joe Rivera                |
| 1933      | ej avhållet                     |                                 |                                           |
| 1934 jun. | Eddie Testa Lew Rush            | Charles Winter Cecil Yates      | Frank Bartell Jack McCoy                  |
| 1934 jul. | Geary May Félix Lafenetre       | Neil Davidson Reginald McNamara | George Antrobus George Parker             |
| 1935 mar. | Albert Crossley Jimmy Walthour  | Henry O'Brien Piet van Kempen   | Henri Lepage Fred Ottevaire               |
| 1936      | ej avhållet                     |                                 |                                           |
| 1937 maj  | Oscar Juner Robert Walthour Jr  | Joe Devito Frank Turano         | Archie Bollaert Bing Maffei               |
| 1937 okt. | Archie Bollaert George Bollaert | Albert Sellinger Ewald Wissel   | Mike Defilippo Jack eller Eddie Schroeder |
| 1938-1972 | ej avhållet                     |                                 |                                           |
| 1973 maj  | Klaus Bugdahl Graeme Gilmore    | Dieter Kemper Tim Mountford     | Jack Simes John Vandevelde                |